# Модулярная функция
Модулярная функция — мероморфная функция, определённая на верхней комплексной полуплоскости (то есть на множестве {\displaystyle \mathbb {H} =\{x+iy\mid y>0;x,y\in \mathbb {R} \}}), являющаяся инвариантной относительно превращений модулярной группы или некоторой её подгруппы и удовлетворяющая условиям голоморфности в параболических точках. Модулярные функции и обобщающие их модулярные формы широко используются в теории чисел, а также в алгебраической топологии и теории струн.
Формально, модулярной функцией называется мероморфная функция, удовлетворяющая условию
{\displaystyle f\left({\frac {az+b}{cz+d}}\right)=f(z)}
для каждой матрицы
{\displaystyle {\begin{pmatrix}a&b\\c&d\end{pmatrix}},}
принадлежащей модулярной группе {\displaystyle PSL(2,\mathbb {Z} )}.

## Модулярная форма
Модулярной формой веса {\displaystyle k} для группы {\displaystyle \Gamma _{0}(N)} называется голоморфная функция {\displaystyle f\colon H\to C}, удовлетворяющая условию
{\displaystyle f(g\tau )=(c\tau +d)^{k}f(\tau )} для любых {\displaystyle g={\begin{pmatrix}a&b\\c&d\end{pmatrix}}\in \Gamma _{0}(N)} и {\displaystyle \tau \in H}
и голоморфная во всех параболических точках.
Пусть {\displaystyle H} — верхняя комплексная полуплоскость: {\displaystyle H=\{z\in C\mid \operatorname {Im} (z)>0\}}.
Группа матриц {\displaystyle \Gamma _{0}(N)} для натурального числа {\displaystyle N} определяется как
{\displaystyle \Gamma _{0}(N)=\left\{{\begin{pmatrix}a&b\\c&d\end{pmatrix}}\in SL_{2}\ {\Bigg |}\ c\equiv 0{\pmod {N}}\right\}}.
Группа {\displaystyle \Gamma _{0}(N)} действует на {\displaystyle H} с помощью дробно-линейных преобразований {\displaystyle g\tau ={\frac {a\tau +b}{c\tau +d}},} где {\displaystyle g={\begin{pmatrix}a&b\\c&d\end{pmatrix}}\in \Gamma _{0}(N)} и {\displaystyle \tau \in H}.

### Свойства модулярных форм
Модулярные формы нечётного веса равны нулю. Модулярной формой веса {\displaystyle 2k} является (при {\displaystyle k>1}) ряд Эйзенштейна:
{\displaystyle G_{2k}(\tau )=\sum _{(m,n)\in \mathbb {Z} ^{2}\backslash (0,0)}{\frac {1}{(m+n\tau )^{2k}}},}
где {\displaystyle z\in \mathbb {H} }.
Пусть
{\displaystyle g_{2}=60\sum _{(m,n)\neq (0,0)}(m+n\tau )^{-4},\qquad g_{3}=140\sum _{(m,n)\neq (0,0)}(m+n\tau )^{-6}}
— модулярные инварианты, {\displaystyle \Delta =g_{2}^{3}-27g_{3}^{2}} — модулярный дискриминант.
Определим следующим образом основной модулярный инвариант (j-инвариант):
{\displaystyle j(\tau )=1728{\frac {g_{2}^{3}}{\Delta }}.}
Тогда выполняются равенства
{\displaystyle g_{2}(\tau +1)=g_{2}(\tau ),\quad g_{2}(-\tau ^{-1})=\tau ^{4}g_{2}(\tau ),}
{\displaystyle \Delta (\tau +1)=\Delta (\tau ),\quad \Delta (-\tau ^{-1})=\tau ^{12}\Delta (\tau ).}
Также данные функции удовлетворяют соответствующие свойства голоморфности. То есть {\displaystyle g_{2}} — модулярная форма веса 4, {\displaystyle \Delta } — модулярная форма веса 12. Соответственно {\displaystyle g_{2}^{3}} — модулярная форма веса 12, а {\displaystyle j(z)} — модулярная функция. Данные функции имеют важное применение в теории эллиптических функций и эллиптических кривых.